# Saint-Brice-sous-Forêt
Saint-Brice-sous-Forêt egy község Franciaországban. Lakosainak száma 15 209 fő (2022. január 1.).

## Földrajza
Saint-Brice-sous-Forêt Piscop, Écouen, Groslay, Montmorency és Sarcelles községekkel határos.